# کراگهاو
کراگهاو (به دانمارکی: Kraghave) یک منطقهٔ مسکونی در دانمارک است که در شهرداری گالدبورگساند واقع شده‌است.